# Parque Natural Regional de Lorraine
O Parque Natural Regional de Lorraine (Francês: Parc naturel régional de Lorraine, pronúncia em francês: [paɾk natyɾɛl ɾeʒjɔnal də lɔrɛnə]) é uma área protegida de campo pastoral no Grande Leste, região do nordeste da França, na região histórica de Lorraine. O parque cobre uma área total de 205.000 hectares e está dividido em duas parcelas não contíguas de terra entre as cidades de Metz e Nancy, além de abranger os três departamentos de Meuse, Meurthe-et-Moselle e Moselle. Segundo a Base de Dados Mundial de Áreas Protegidas, a área é de categoria V na IUCN.
Ruínas antigas e monumentos modernos são comuns em toda a área. A terra foi oficialmente designada como um parque natural regional em 1974.
O parque é cruzado pela linha de trem de alta velocidade LGV Est, com grandes viadutos.

## Flora e fauna
As espécies animais encontradas no parque incluem texugo, gato selvagem europeu, raposa, doninha, veado-campeiro, doninha, javali e lobo, bem como uma grande variedade de pássaros.
As florestas são compostas de faia e folhagens como bordo, cerejeira e Sorbus aria. Os carvalhos alvos e robles são frequentemente acompanhados por carpinos. Há também freixos, tílias, amieiros, bétulas e álamos.

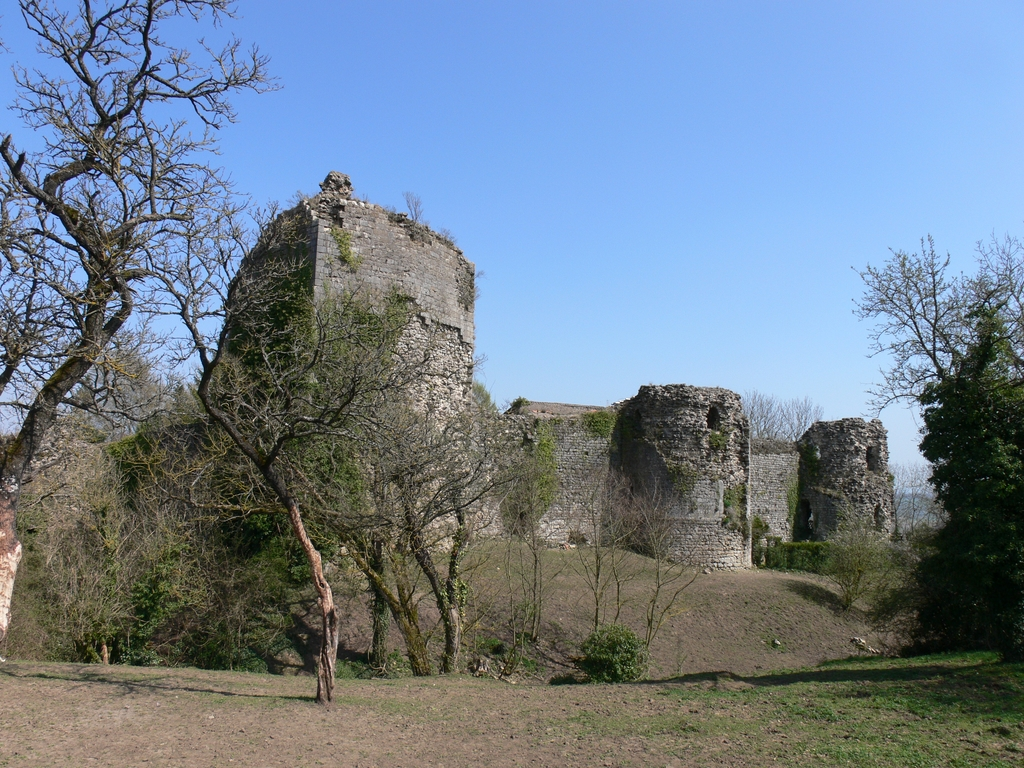
Ruínas do Château de Prény, castelo original dos Duques de Lorraine

## Comunas integrantes
Há 193 comunas dentro dos limites do parque.
- Albestroff • Ancy-sur-Moselle • Andilly • Ansauville • Apremont-la-Forêt • Arnaville • Assenoncourt • Avricourt • Azoudange
- Bar-le-Duc • Bayonville-sur-Mad • Beaumont • Belles-Forêts • Belleville • Beney-en-Woëvre • Bernécourt • Blanche-Église • Boncourt-sur-Meuse • Bonzée • Bouconville-sur-Madt • Boucq • Bouillonville • Bourdonnay • Broussey-Raulecourt • Bruley • Bruville • Buxières-sous-les-Côtes
- Chaillon • Chambley-Bussières • Charey • Château-Voué • Combres-sous-les-Côtes
- Dampvitoux • Desseling • Dieue-sur-Meuse • Dieulouard • Domèvre-en-Haye • Dommartin-la-Chaussée • Dommartin-la-Montagne • Dompierre-aux-Bois • Donnelay • Dornot
- Écrouves • Les Éparges • Essey-et-Maizerais • Euvezin • Euville
- Fénétrange • Fey-en-Haye • Flirey • Frémeréville-sous-les-Côtes • Fresnes-en-Woëvre • Fribourg
- Gelucourt • Génicourt-sur-Meuse • Geville • Gézoncourt • Girauvoisin • Givrycourt • Gondrexange • Gorze • Gravelotte • Griscourt • Grosrouvres • Guéblange-lès-Dieuze • Guermange
- Hagéville • Hamonville • Hampont • Han-sur-Meuse • Hannonville-sous-les-Côtes • Hannonville-Suzémont • Haraucourt-sur-Seille • Haudiomont • Herbeuville • Heudicourt-sous-les-Côtes
- Insviller
- Jaulny • Jezainville • Juvelize
- Lachaussée • Lacroix-sur-Meuse • Lagarde • Lagney • Lahayville •Lamorville • Laneuveville-derrière-Foug • Languimberg • Lidrezing • Limey-Remenauville • Lindre-Basse • Lironville • Loudrefing • Loupmont • Lucey
- Maidières • Maizières-lès-Vic • Mamey • Mandres-aux-Quatre-Tours • Manoncourt-en-Woëvre • Manonville • Marbache • Mars-la-Tour • Marsal • Martincourt • Mécrin • Ménil-la-Tour • Metz • Minorville • Mittersheim • Montauville • Morville-les-Vic • Mouilly • Moussey • Moyenvic • Mulcey • Munster
- Nancy • Nébing • Nonsard-Lamarche • Norroy-lès-Pont-à-Mousson • Novéant-sur-Moselle • Noviant-aux-Prés
- Obreck • Ommeray • Onville
- Pagney-derrière-Barine • Pagny-sur-Moselle • Pannes • Pont-sur-Meuse • Prény • Puxieux
- Rambucourt • Ranzières • Réchicourt-le-Château • Rembercourt-sur-Mad • Réning • Rezonville • Rhodes • Richecourt • Rogéville • Ronvaux • Rorbach-lès-Dieuze • Rosières-en-Haye • Rouvrois-sur-Meuse • Royaumeix • Rupt-en-Woëvre
- Saint-Julien-lès-Gorze • Saint-Julien-sous-les-Côtes • Saint-Maurice-sous-les-Côtes • Saint-Médard • Saint-Remy-la-Calonne • Saizerais • Sanzey • Saulx-lès-Champlon • Seicheprey • Seuzey • Sommedieue • Sotzeling • Sponville
- Tarquimpol • Thiaucourt • Thillot • Tomblaine • Torcheville • Tremblecourt • Trésauvaux • Trondes • Tronville • Troyon
- Val-de-Bride • Valbois • Vandelainville • Varneville • Vaux • Vaux-les-Palameix • Vic-sur-Seille • Viéville-en-Haye • Vigneulles-lès-Hattonchâtel • Vignot • Vilcey-sur-Trey • Ville-sur-Yron • Villecey-sur-Mad • Villers-en-Haye • Villers-sous-Prény • Vionville
- Waville • Wuisse
- Xammes • Xivray-et-Marvoisin • Xonville
- Zarbeling • Zommange